# Ekstraklasa 2013-14
La Ekstraklasa 2013-14, o conocida por motivos de patrocinio como T-Mobile Ekstraklasa, fue la temporada número 80 del torneo de fútbol de primera división Polonia (o Ekstraklasa). Se disputó desde el 19 de julio de 2013 al 1 de junio de 2014.

## Sistema de competición
La temporada incluye algunos cambios en el formato de juego con respecto a las temporadas anteriores. Por primera vez el campeonato va a ser dividido en dos fases. En la primera fase, la temporada regular, cada equipo debe jugar dos veces entre sí en partidos de ida y visitante para un subtotal de 30 partidos. En la segunda fase, las eliminatorias de los equipos se dividen en un grupo campeonato (los ocho primeros clasificados) y el grupo de descenso (ocho últimos clasificados). En esos dos torneos jugados en paralelo cada equipo jugará dos veces, una vez más en partidos de ida y vuelta sólo contra los siete equipos restantes de su grupo para un subtotal de 14 partidos.
Al final de la temporada, el campeón gana lugar para proclamarse campeón de liga —y, por tanto, clasificarse para la ronda de clasificación de la Liga de Campeones de la UEFA—, los equipos que acaben en segunda y tercera posición lograrán su clasificación para la UEFA Europa League. Los últimos dos equipos del grupo de descenso serán relegados directamente a la I Liga.

## Ascensos y descensos
El ascenso y descenso, como de costumbre, fue determinado por la posición en la tabla de la temporada anterior. Los últimos dos equipos descienden directamente a la I Liga, mientras que los dos mejores equipos ascienden a la Ekstraklasa.
El Polonia Varsovia y el GKS Bełchatów, que estuvieron presentes en la temporada pasada, perdieron la categoría, el primero a la cuarta división por problemas de licencia y el segundo a I Liga, al quedar en 15° y 16° lugar en la tabla respectivamente. Los equipos que certificaron su ascenso y su presencia en la nueva temporada de la Ekstraklasa son el Zawisza Bydgoszcz y el KS Cracovia al finalizar en primer y segundo lugar, respectivamente, en la I Liga 2012/13. El KS Cracovia regresó a la primera división tras pasar sólo una temporada en segunda, mientras que el Zawisza regresó después de 19 años.
| Pos. | Descendidos de la Ekstraklasa 2012/13 |
| ---- | ------------------------------------- |
| 6º   | Polonia Varsovia                      |
| 16º  | GKS Bełchatów                         |

| Pos. | Ascendidos de la I Liga 2012/13 |
| ---- | ------------------------------- |
| 1º   | Zawisza Bydgoszcz               |
| 2º   | KS Cracovia                     |

## Equipos
| Equipo                     | Ciudad        | Estadio                            | Capacidad |
| -------------------------- | ------------- | ---------------------------------- | --------- |
| KS Cracovia                | Cracovia      | Estadio Józef Piłsudski            | 15 016    |
| Górnik Zabrze              | Zabrze        | Estadio Ernest Pohl                | 3 500     |
| Jagiellonia Białystok      | Bialystok     | Estadio Municipal de Bialystok     | 7 500     |
| Korona Kielce              | Kielce        | Estadio Kielce City                | 15 550    |
| Lech Poznań                | Poznań        | Estadio Municipal de Poznań        | 43 269    |
| Lechia Gdańsk              | Gdańsk        | Arena Gdansk                       | 43 615    |
| Legia de Varsovia          | Varsovia      | Estadio del Ejército Polaco        | 31 103    |
| Piast Gliwice              | Gliwice       | Estadio Municipal de Gliwice       | 10 037    |
| Podbeskidzie Bielsko-Biała | Bielsko-Biała | Estadio Municipal de Bielsko-Biała | 3 404     |
| Pogoń Szczecin             | Szczecin      | Estadio Municipal Florian Krygier  | 17 783    |
| Ruch Chorzów               | Chorzów       | Estadio Ruch Chorzów               | 10 000    |
| Śląsk Wrocław              | Breslavia     | Estadio Municipal de Wrocław       | 43 308    |
| Widzew Łódź                | Łódź          | Estadio Widzew Łódź                | 9 967     |
| Wisla Cracovia             | Cracovia      | Estadio Henryk Reyman              | 33 326    |
| Zaglebie Lubin             | Lubin         | Dialog Arena                       | 16 086    |
| Zawisza Bydgoszcz          | Bydgoszcz     | Estadio Zdzisław-Krzyszkowiak      | 20 247    |

## Clasificación de equipos

### Primera Fase
|  |     | Equipo                  | PJ | PG | PE | PP | GF | GC | DG  | PTS |
|  | --- | ----------------------- | -- | -- | -- | -- | -- | -- | --- | --- |
|  | 1.  | Legia Varsovia          | 30 | 20 | 3  | 7  | 60 | 30 | +30 | 63  |
|  | 2.  | Lech Poznań             | 30 | 15 | 8  | 7  | 56 | 34 | +22 | 53  |
|  | 3.  | Ruch Chorzow            | 30 | 14 | 8  | 8  | 40 | 38 | +2  | 50  |
|  | 4.  | Pogoń Szczecin          | 30 | 11 | 14 | 5  | 47 | 38 | +9  | 47  |
|  | 5.  | Wisla Cracovia          | 30 | 12 | 9  | 9  | 38 | 30 | +8  | 45  |
|  | 6.  | Zawisza Bydgoszcz (A)   | 30 | 11 | 9  | 10 | 43 | 37 | +6  | 42  |
|  | 7.  | Gornik Zabrze           | 30 | 11 | 9  | 10 | 42 | 46 | -4  | 42  |
|  | 8.  | Lechia Gdańsk           | 30 | 10 | 10 | 10 | 38 | 37 | +1  | 40  |
|  | 9.  | KS Cracovia (A)         | 30 | 11 | 6  | 13 | 37 | 43 | -6  | 39  |
|  | 10. | Jagiellonia Białystok   | 30 | 10 | 9  | 11 | 46 | 43 | +3  | 39  |
|  | 11. | Korona Kielce           | 30 | 9  | 10 | 11 | 36 | 41 | -5  | 37  |
|  | 12. | Slask Wroclaw           | 30 | 7  | 13 | 10 | 38 | 40 | -2  | 34  |
|  | 13. | Piast Gliwice           | 30 | 8  | 10 | 12 | 29 | 47 | -18 | 34  |
|  | 14. | Podbeskidzie Bielsko-B. | 30 | 6  | 13 | 11 | 27 | 39 | -12 | 31  |
|  | 15. | Zaglebie Lubin          | 30 | 7  | 8  | 15 | 31 | 40 | -9  | 29  |
|  | 16. | Widzew Lodz             | 30 | 5  | 7  | 18 | 26 | 51 | -25 | 22  |

- (A) : Ascendido la temporada anterior.

| -- | Clasificado a Grupo Campeonato. |
| -- | Clasificado a Grupo Descenso.   |

### Grupo Campeonato
Puntaje de inicio: Górnik Zabrze: 21 puntos, Lech Poznań: 27, Lechia Gdańsk: 20, Legia Varsovia: 32, Pogoń Szczecin: 24, Ruch Chorzów: 25, Wisla Cracovia: 23, Zawisza Bydgoszcz: 21.
|                 |    | Equipo                | PJ | PG | PE | PP | GF | GC | DG  | PTS |
| --------------- | -- | --------------------- | -- | -- | -- | -- | -- | -- | --- | --- |
| Clasificó a UCL | 1. | Legia Varsovia        | 37 | 26 | 3  | 8  | 75 | 34 | +41 | 50  |
|                 | 2. | Lech Poznań           | 37 | 19 | 9  | 9  | 68 | 40 | +28 | 40  |
|                 | 3. | Ruch Chorzow          | 37 | 16 | 11 | 10 | 47 | 48 | -1  | 34  |
|                 | 4. | Lechia Gdańsk         | 37 | 13 | 13 | 11 | 46 | 41 | +5  | 32  |
|                 | 5. | Gornik Zabrze         | 37 | 14 | 10 | 13 | 53 | 57 | -4  | 31  |
|                 | 6. | Wisla Cracovia        | 37 | 14 | 11 | 12 | 51 | 46 | +5  | 31  |
|                 | 7. | Pogoń Szczecin        | 37 | 11 | 17 | 9  | 50 | 50 | 0   | 27  |
|                 | 8. | Zawisza Bydgoszcz (A) | 37 | 12 | 10 | 15 | 48 | 48 | 0   | 25  |

### Grupo Descenso
Puntaje de inicio: Jagiellonia Białystok: 20 puntos, KS Cracovia: 20, Korona Kielce: 19, Piast Gliwice: 17, Podbeskidzie Bielsko-Biała: 16, Slask Wroclaw: 17, Widzew Łódź: 11, Zaglebie Lubin: 15.
|  |     | Equipo                  | PJ | PG | PE | PP | GF | GC | DG  | PTS |
|  | --- | ----------------------- | -- | -- | -- | -- | -- | -- | --- | --- |
|  | 9.  | Slask Wroclaw           | 37 | 12 | 15 | 10 | 49 | 41 | +8  | 34  |
|  | 10. | Podbeskidzie Bielsko-B. | 37 | 10 | 15 | 12 | 39 | 45 | -6  | 30  |
|  | 11. | Jagiellonia Białystok   | 37 | 12 | 12 | 13 | 59 | 58 | +1  | 29  |
|  | 12. | Piast Gliwice           | 37 | 11 | 12 | 14 | 43 | 56 | -13 | 28  |
|  | 13. | Korona Kielce           | 37 | 10 | 14 | 13 | 47 | 56 | -9  | 26  |
|  | 14. | KS Cracovia (A)         | 37 | 12 | 8  | 17 | 43 | 56 | -13 | 25  |
|  | 15. | Widzew Lodz             | 37 | 7  | 10 | 20 | 36 | 62 | -26 | 20  |
|  | 16. | Zaglebie Lubin          | 37 | 7  | 10 | 20 | 35 | 51 | -16 | 17  |

- (A) : Ascendido la temporada anterior.

|  | Campeón y clasificado a Liga de Campeones de la UEFA 2014-15. |
|  | Clasificado a Liga Europea de la UEFA 2014-15.                |
|  | Desciende a I Liga.                                           |

## Máximos Goleadores

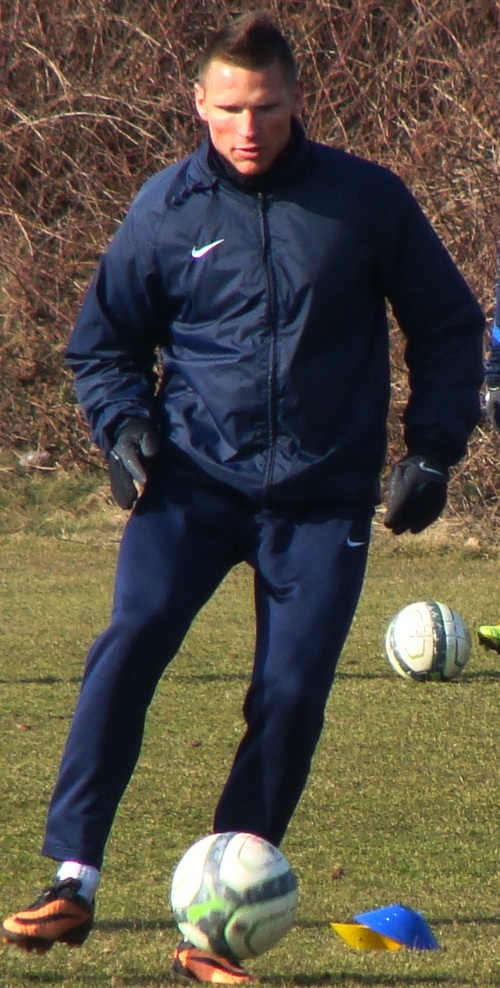
Marcin Robak

| Posic. | Jugador              | Club                  | Goles |
| ------ | -------------------- | --------------------- | ----- |
| 1      | Marcin Robak         | Pogoń Szczecin        | 22    |
| 2      | Marco Paixão         | Śląsk Wrocław         | 21    |
| 3      | Łukasz Teodorczyk    | Lech Poznań           | 20    |
| 4      | Paweł Brożek         | Wisla Cracovia        | 17    |
| 5      | Dani Quintana        | Jagiellonia Białystok | 15    |
| 6      | Rubén Jurado         | Piast Gliwice         | 14    |
| 6      | Miroslav Radovic     | Legia Varsovia        | 14    |
| 8      | Grzegorz Kuświk      | Ruch Chorzów          | 12    |
| 8      | Eduards Višņakovs    | Widzew Łódź           | 12    |
| 10     | Mateusz Zachara      | Górnik Zabrze         | 11    |
| 11     | Vladimir Dvalishvili | Legia Varsovia        | 10    |
| 11     | Łukasz Garguła       | Wisła Cracovia        | 10    |
| 11     | Préjuce Nakoulma     | Górnik Zabrze         | 10    |
| 11     | Filip Starzyński     | Ruch Chorzów          | 10    |

- Máximos Goleadores 2013/2014 en 90minut.pl (en polaco)